# Saint-Georges-d'Orques
Saint-Georges-d'Orques là một xã thuộc tỉnh Hérault trong vùng Occitanie phía nam nước Pháp.